# Guimaëc
Guimaëc (en bretó Gwimaeg) és un municipi francès, situat a la regió de Bretanya, al departament de Finisterre. L'any 2006 tenia 912 habitants. El 22 de desembre de 2004 el consell municipal va aprovar la carta Ya d'ar brezhoneg.

## Demografia
| 1962                                       | 1968 | 1975 | 1982 | 1990 | 1999 |
| ------------------------------------------ | ---- | ---- | ---- | ---- | ---- |
| 962                                        | 910  | 816  | 810  | 880  | 855  |
| Des de 1962: població sense dobles comptes |      |      |      |      |      |

## Administració
| Període | Identitat         | Partit |
| ------- | ----------------- | ------ |
| 2008-   | Georges Lostanlen |        |
| 2001-   | Edouard Clech     |        |